# 沼上信號場

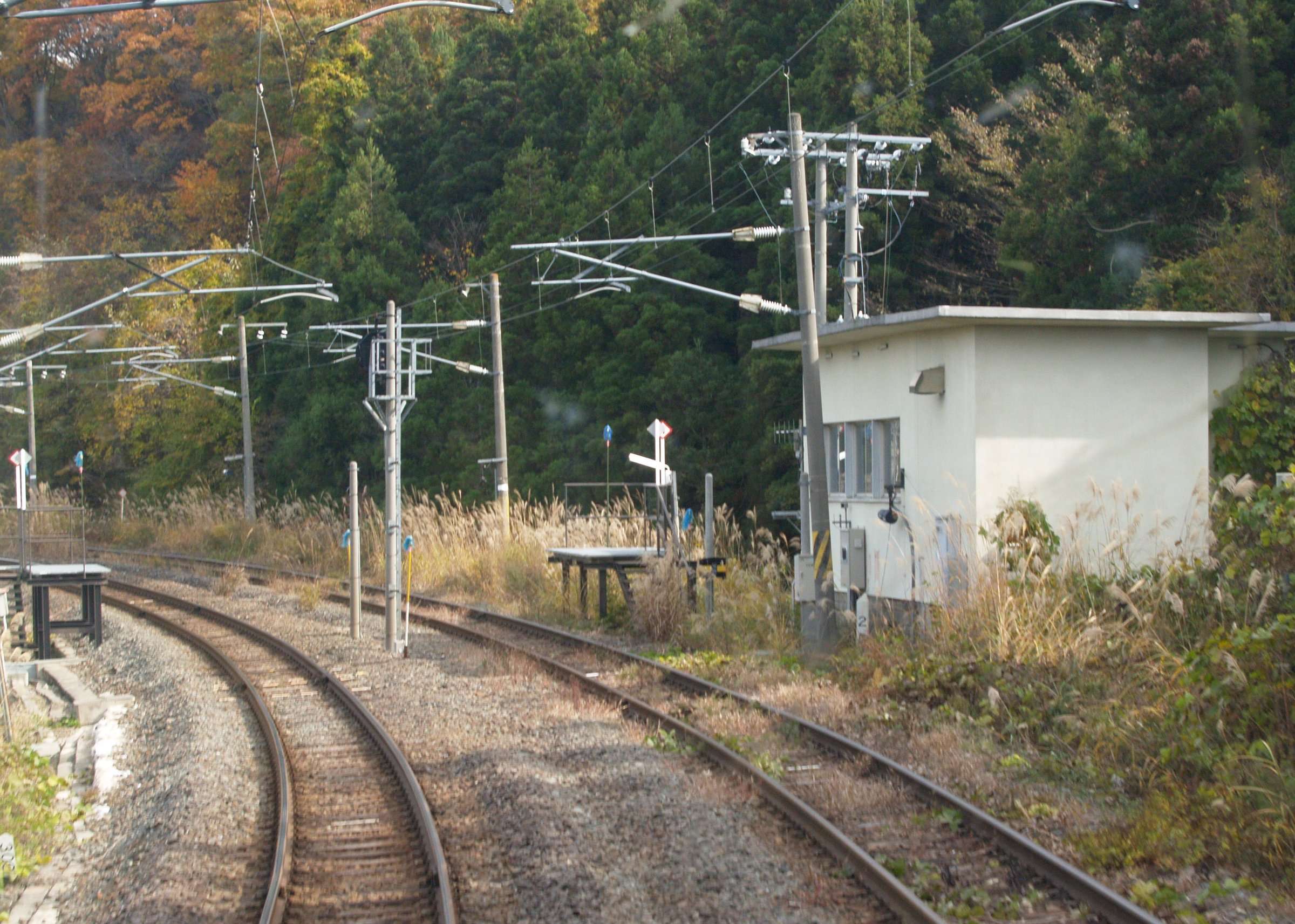
站内（2011年11月）

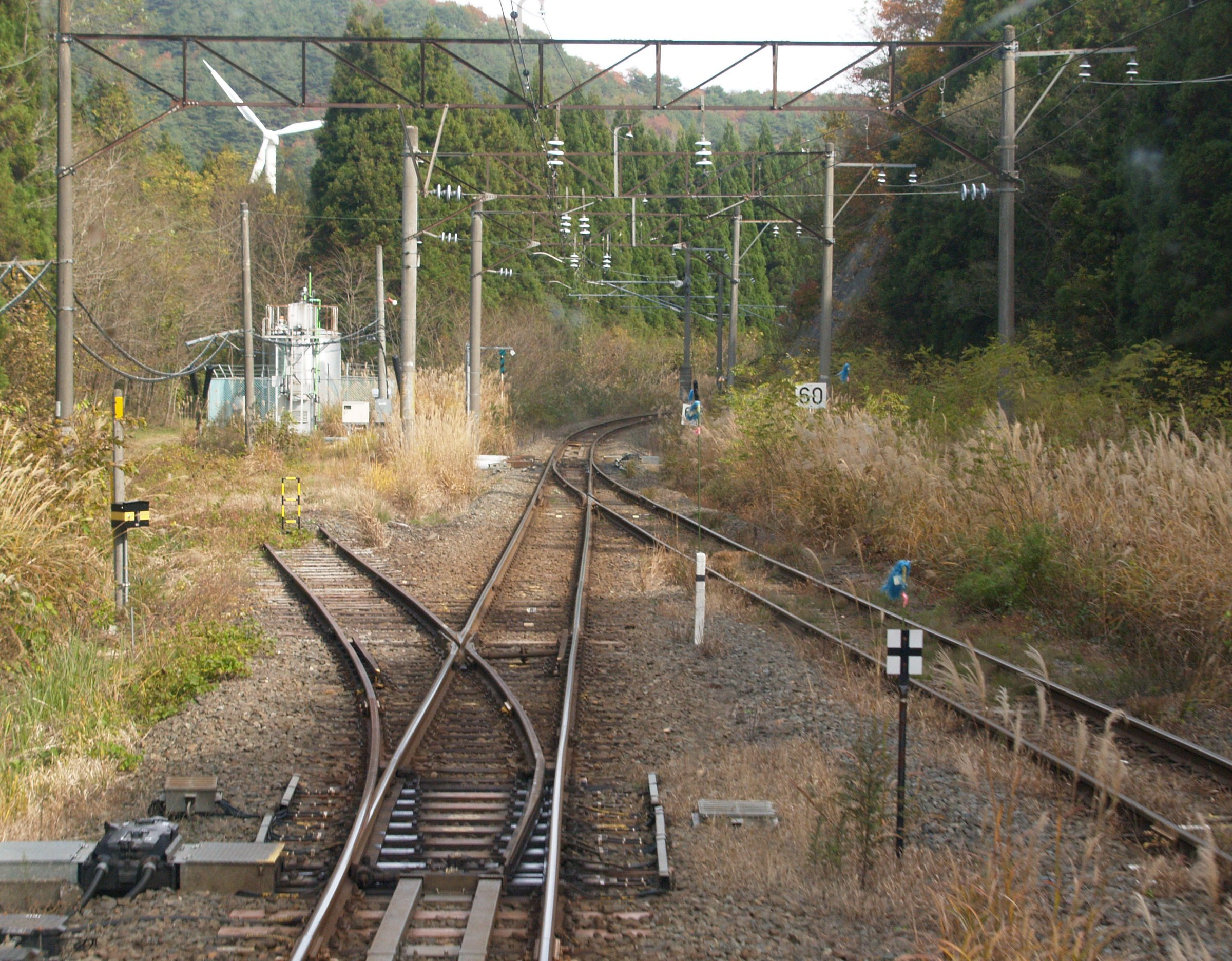
中山宿方向（2011年11月）

沼上信号场（日语：／ Numakami Shingōjō */?）位于福岛县耶麻郡猪苗代町，是东日本旅客铁道（JR東日本）管辖的磐越西线上的信号场。

## 历史
- 1962年6月4日 - 信号场投入运营。
- 1987年4月1日 - 国铁分割民营化后成为JR东日本的信号场。

## 相鄰車站
東日本旅客鐵道
■磐越西線
中山宿－沼上信号场－上户